# Едді Чекареллі
Едді Чекареллі (англ. Edie Ceccarelli; нар. 5 лютого 1908 — 22 лютого 2024) — американська довгожителька, вік якої підтверджений Групою геронтологічних досліджень (GRG) та Групою LongeviQuest (LQ). Вона була найстарішою живою людиною в американському штаті Каліфорнія після смерті Міли Мангольд 2 липня 2022 року. Також вона вважалася 2-ю найстарішою живою людиною у світі, після, Марії Браньяс Морери і найстарішою підтвердженою людиною, яка проживала в США, після смерті Бессі Гендрікс 3 січня 2023 року. На момент смерті вона була 29-ю найстарішою підтвердженою людиною у світовій історії. Її вік становив 116 років, 17 днів..

## Біографія
Едді Чекареллі народилася 5 лютого 1908 року в Віллітсі, штат Каліфорнія, США.
Одружиоася з Елмером Брік Кіном, вони переїхали в Санта-Розу, штат Каліфорнія. Чоловік працював речником демократів Санта-Рози і помер в 1984 році. В 1986 році вона пошлюбила Чарльза Чеккареллі, проте він помер у 1990 році.
Еді Чеккареллі до 107 років жила у власному будинку, після чого переїхала до будинку для літніх людей. У лютому 2019 року їй виповнилося 111 років, за останні кілька років вона все ще могла ходити за допомогою ходунків.
Едді Чекареллі проживала в Віллітсі, Каліфорнія. Вона була 2-ю найстарішою живою людиною у світі, чий вік був підтверджений.
Едді Чекареллі померла 22 лютого 2024 року, у віці 116 років, 17 днів. Після її смерті 2-ю найстарішою живою людиною на Землі стала Томіко Ітоока з Японії, а найстарішою живою людиною в США стала Елізабет Френсіс.

## Рекорди довгожителя
- 16 серпня 2022 року Едді Чекареллі увійшла до 100 найстаріших верифікованих людей у світовій історії.
- 19 серпня 2022 року увійшла до п'ятірки найстаріших людей, що нині живуть.
- 17 січня 2023 року увійшла до трійки найстаріших людей, що нині живуть.
- 5 лютого 2023 року стала 65-ю верифікованою людиною в історії, яка відзначила своє 115-річчя.
- 20 липня 2023 року увійшла до топ 40 найстаріших верифікованих людей в історії.
- 12 грудня 2023 року після смерті Фуси Тацумі, вона стала 2-ю найстарішою живою людиною у світі, чий вік був підтверджений.
- 5 лютого 2024 року стала 29-ю верифікованою людиною в історії, яка відзначила своє 116-річчя.